# Clarence Kolb
Clarence William Kolb, född 31 juli 1874 i Cleveland, Ohio, död 25 november 1964 i Hollywood, Kalifornien, var en amerikansk skådespelare.
Kolb var under sin tidiga karriär tillsammans med Max Dill med i komediduon Kolb and Dill. De gjorde några kortfilmer tillsammans 1916-1917 men var främst scenskådespelare. Kolb återvände till filmen på 1930-talet, och medverkade i biroller i olika filmer fram till 1957. I sin sista filmroll spelade han sig själv.

## Filmografi
- 1938 – Vi ses igen!
- 1938 – Den gyllene jorden
- 1940 – Det ligger i blodet
- 1940 – Min man har en väninna
- 1941 – Galopperande flugan
- 1941 – Sanningen - och inget annat!
- 1941 – Natten till den 17 januari
- 1944 – Direktörn söker nattlogi
- 1946 – En skojare i frack
- 1946 – Grabben från Brooklyn
- 1949 – Mysteriet Williams
- 1949 – Adams revben
- 1957 – Mannen med 1000 ansikten